# Тышевичи
Тышевичи (укр. Тишевичі) — село в Изяславском районе Хмельницкой области Украины.
Население по переписи 2001 года составляло 233 человека. Почтовый индекс — 30354. Телефонный код — 3852. Занимает площадь 0,862 км². Код КОАТУУ — 6822188101.

## Местный совет
30354, Хмельницкая обл., Изяславский р-н, с. Тышевичи, ул. Молодёжная, 25